# Lijst van oorlogsmonumenten in Bergen (Noord-Holland)
De gemeente Bergen in de Nederlandse provincie Noord-Holland heeft 13 oorlogsmonumenten. Hieronder een overzicht.
| Nr.                             | Object                                                          | Herdachte groep                                                            | Ontwerper                | Onthulling        | Type               | Locatie                              | Plaats                          | Coördinaten                   | Foto                                                            |
| ------------------------------- | --------------------------------------------------------------- | -------------------------------------------------------------------------- | ------------------------ | ----------------- | ------------------ | ------------------------------------ | ------------------------------- | ----------------------------- | --------------------------------------------------------------- |
| 300                             | Monument aan de Oorsprongweg                                    | vervolgden Nederland, verzet Nederland                                     | ir. Emmanuel M. Glatt    | 11 juni 1991      | gedenksteen        | Oorsprongweg 1, 1871 HA              | Schoorl                         | 52° 42' 31" NB, 4° 41' 8" OL  | Meer afbeeldingen                                               |
| 535                             | Herdenkingsmonument                                             | algemeen                                                                   | H.M.J. van Warkum (1895) | 1 mei 1946        | gedenkmuur         | Voorstraat 2, 1931 AL                | Egmond aan Zee                  | 52° 37' 8" NB, 4° 38' 8" OL   | Herdenkingsmonument                                             |
| 536                             | Oorlogsmonument                                                 | algemeen                                                                   |                          |                   | gedenksteen        | hoek Kloosterweg-Abdijlaan           | Egmond                          | 52° 35' 46" NB, 4° 39' 34" OL |                                                                 |
| 1661                            | Brits ereveld                                                   | geallieerde militairen                                                     |                          |                   | begraafplaats/graf | Kerkedijk, 1862 BD                   | Bergen                          | 52° 40' 33" NB, 4° 42' 50" OL | Meer afbeeldingen                                               |
| 1663                            | Joods monument                                                  | vervolgden Nederland                                                       |                          | 4 mei 2000        | gedenksteen        | Kerkedijk, 1862 BD                   | Bergen                          | 52° 40' 33" NB, 4° 42' 50" OL | Joods monument                                                  |
| 1664                            | Carillon                                                        | allen, burgerslachtoffers                                                  |                          | 5 mei 1970        | gedenksteen        | Raadhuisstraat 1, 1861 LK            | Bergen                          | 52° 40' 8" NB, 4° 42' 0" OL   | Carillon                                                        |
| 1670                            | Verzetsmonument (1)                                             | algemeen, verzet Nederland                                                 |                          |                   | boom               | Kerkedijk, 1862 BD                   | Bergen                          | 52° 40' 33" NB, 4° 42' 50" OL | Verzetsmonument (1)                                             |
| 1671                            | Monument voor Britse Militairen                                 | geallieerde militairen                                                     | Piet Baltus              | 3 mei 1980        | beeld/sculptuur    | Kerkedijk, 1862 BD                   | Bergen                          | 52° 40' 33" NB, 4° 42' 50" OL | Monument voor Britse Militairen                                 |
| 3076                            | Gedenksteen op de Algemene begraafplaats                        | burgerslachtoffers                                                         |                          |                   | gedenksteen        | Kerkedijk, 1862 BD                   | Bergen                          | 52° 40' 33" NB, 4° 42' 50" OL | Gedenksteen op de Algemene begraafplaats                        |
| 3375                            | Oorlogsmonument K.P.M. en J.C.J.L.                              | koopvaardijpersoneel, militairen, dwangarbeiders, burgers en Indië-gangers |                          | 19 september 2007 | zuil               | Voorstraat 41, 1931 AH               | Egmond aan Zee                  | 52° 37' 5" NB, 4° 37' 53" OL  | Oorlogsmonument K.P.M. en J.C.J.L.                              |
| 3663                            | Verzetsmonument (2)                                             | militairen in dienst van het Ned. Kon. 1940-1945, verzet Nederland         |                          | 4 mei 2004        | gedenksteen        | begraafplaats Kerkedijk, 1862 DJ     | Bergen                          | 52° 39' 47" NB, 4° 41' 15" OL |                                                                 |
| Dit oorlogsmonument op Wikidata | Russenmonument                                                  | Russische militairen, gevallen tijdens de slag bij Bergen in 1799          |                          | 1901              | gedenksteen        | hoek Russenweg/Notweg                | Bergen                          | 52° 40' 23" NB, 4° 42' 15" OL | Meer afbeeldingen                                               |
| Dit oorlogsmonument op Wikidata | Herdenkingsmonument                                             | militairen, dwangarbeiders, burgers en Indië-gangers                       |                          | 1940              | gedenksteen        | Herenweg 190                         | Egmond aan den Hoef             | 52° 37' 12" NB, 4° 39' 1" OL  | Herdenkingsmonument                                             |
|                                 | Stolpersteine                                                   | vervolgden Nederland                                                       | Gunter Demnig            |                   | reliëf             | Ze Lijst van Stolpersteine in Bergen | Bergen, Egmond aan Zee, Schoorl |                               | Meer afbeeldingen                                               |
|                                 | Joods Monument Algemene Begraafplaats Schoorl                   | vervolgden Nederland                                                       |                          |                   | zuil               | Molenweg                             | Schoorl                         |                               | Meer afbeeldingen                                               |
|                                 | Oorlogsgraven van het Gemenebest Algemene Begraafplaats Schoorl | geallieerde militairen                                                     |                          |                   | grafmonument       | Molenweg                             | Schoorl                         |                               | Oorlogsgraven van het Gemenebest Algemene Begraafplaats Schoorl |
|                                 | Herdenkingsmonument LOST ( Lost Over Sea Tribute)               | geallieerde en Duitse vliegeniers                                          | Martijn Neuvel           | 19-10-2024        | zuil               | boulevaard                           | Egmond aan Zee                  |                               |                                                                 |

Oorlogsgraven van het Gemenebest Algemene Begraafplaats Schoorl
Aalsmeer ·
Alkmaar ·
Amstelveen ·
Amsterdam ·
Bergen ·
Beverwijk ·
Blaricum ·
Bloemendaal ·
Castricum ·
Den Helder ·
Diemen ·
Dijk en Waard ·
Drechterland ·
Edam-Volendam ·
Enkhuizen ·
Gooise Meren ·
Haarlem ·
Haarlemmermeer ·
Heemskerk ·
Heemstede ·
Heiloo ·
Hilversum ·
Hollands Kroon ·
Hoorn ·
Huizen ·
Koggenland ·
Landsmeer ·
Laren ·
Medemblik ·
Oostzaan ·
Opmeer ·
Ouder-Amstel ·
Purmerend ·
Schagen ·
Stede Broec ·
Texel ·
Uitgeest ·
Uithoorn ·
Velsen ·
Waterland ·
Weesp ·
Wijdemeren ·
Wormerland ·
Zaanstad ·
Zandvoort